# Triple saut masculin aux Jeux olympiques d'été de 1992
Navigation
Séoul 1988 Atlanta 1996
L'épreuve du triple saut masculin aux Jeux olympiques de 1992 s'est déroulée les 1er et 3 août 1992 au Stade de Montjuïc de Barcelone, en Espagne. Elle est remportée par l'Américain Mike Conley.

## Résultats

### Finale
| Rang               | Athlète              | Pays           | Essais | Essais | Essais | Essais | Essais | Essais | Marque  | Note |
| Rang               | Athlète              | Pays           | 1      | 2      | 3      | 4      | 5      | 6      | Marque  | Note |
| ------------------ | -------------------- | -------------- | ------ | ------ | ------ | ------ | ------ | ------ | ------- | ---- |
| Médaille d'or      | Mike Conley          | États-Unis     | 16.82  | 17.63  | 17.19  | 17.54  | X      | 18.17  | 18.17 m |      |
| Médaille d'argent  | Charles Simpkins     | États-Unis     | 16.87  | 16.66  | X      | 16.74  | 17.29  | 17.60  | 17.60 m |      |
| Médaille de bronze | Frank Rutherford     | Bahamas        | 16.75  | 17.36  | 17.36  | 17.16  | 16.33  | X      | 17.36 m |      |
| 4                  | Leonid Voloshin      | Équipe unifiée | 17.32  | 17.24  | X      | X      | 17.32  | 16.82  | 17.32 m |      |
| 5                  | Brian Wellman        | Bermudes       | 16.98  | 17.24  | 16.99  | X      | X      | X      | 17.24 m |      |
| 6                  | Yoelbi Quesada       | Cuba           | 17.15  | 16.75  | 17.05  | X      | 17.04  | 17.18  | 17.18 m |      |
| 7                  | Aleksandr Kovalenko  | Équipe unifiée | 16.84  | 16.92  | X      | 16.78  | 17.06  | X      | 17.06 m |      |
| 8                  | Zou Sixin            | Chine          | X      | 17.00  | X      | X      | —      | —      | 17.00 m |      |
| 9                  | Vasiliy Sokov        | Équipe unifiée | 16.86  | 15.84  | X      |        |        |        | 16.86 m |      |
| 10                 | Māris Bružiks        | Lettonie       | 16.56  | X      | 16.80  |        |        |        | 16.80 m |      |
| 11                 | Pierre Camara        | France         | 16.52  | X      | 14.48  |        |        |        | 16.52 m |      |
| 12                 | Eugeniusz Bedeniczuk | Pologne        | 16.23  | X      | 16.15  |        |        |        | 16.23 m |      |

## Légende
Records et Performances
- AR : Record continental (area record)
- CR : Record des championnats (championship record)
- MR : Record du meeting (meet record)
- NR : Record national (national record)
- OR : Record olympique (olympic record)
- PR : Record paralympique (paralympic record)
- PB : Record personnel (personal best)
- SB : Meilleure performance personnelle de la saison (season's best)
- WL : Meilleure performance mondiale de l'année (world leader)
- WJR : Record du monde junior (world junior record)
- WR : Record du monde (world record)

Circonstances et Conditions
- DNF : N'a pas terminé (did not finish)
- DNS : N'a pas pris le départ (did not start)
- DQ : Disqualification (disqualification)
- NM : Aucun essai valable enregistré (No Mark)
- Q : Qualifié « directement » au prochain tour (ou à la prochaine compétition), lors d'une compétition majeure, grâce au classement ou à la réalisation des minima (automatic qualifier)
- q : Qualifié au prochain tour (ou à la prochaine compétition), lors d'une compétition majeure, grâce au repêchage ou à la réalisation de l'une des meilleures performances parmi celles des « non qualifiés directement » (grâce au meilleur temps ou à la meilleure distance par exemple) (secondary qualifier)